# Maximilian von Gagern (Diplomat, 1810)

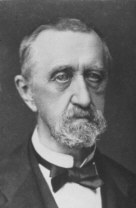
Max von Gagern

Freiherr Maximilian Joseph Ludwig von Gagern (* 25. März 1810 in Weilburg; † 17. Oktober 1889 in Wien) war ein deutsch-österreichischer liberaler Diplomat und Politiker. Das Mitglied der Frankfurter Nationalversammlung war vom August 1848 bis zum Mai 1849 Unterstaatssekretär im Reichsaußenministerium. Sein Bruder war Heinrich von Gagern, der Präsident der Nationalversammlung und Reichsministerpräsident.

## Familie
Maximilian entstammte dem Adelsgeschlecht von Gagern, er war einer von sechs Söhnen des Politikers, Staatsmanns und Kulturhistorikers Hans Christoph Ernst Freiherr von Gagern. Sein Bruder Friedrich von Gagern fiel als General des Deutschen Bundes 1848 beim Vorgehen auf den Heckerzug im Gefecht auf der Scheideck. Sein Bruder Heinrich von Gagern war einer der populärsten deutschen Politiker zur Zeit der Märzrevolution und 1848 Ministerpräsident des Großherzogtums Hessen, Präsident der Frankfurter Nationalversammlung und schließlich Reichsministerpräsident.
Ab 1853 war er in 2. Ehe mit Dorothea „Dora“ Biedenweg, einer Schriftstellerin und Übersetzerin, verheiratet.

## Biografie
Max von Gagern besuchte von 1820 bis 1822 das Gymnasiums in Bad Kreuznach, wo der sprachbegabte, aber mathematisch schwache Max zu den Lieblingsschülern des Pädagogen und Schulleiters Gerd Eilers zählte und sein Leben in einer „fast unglaublichen Freiheit“ verbrachte; so wäre er bei seinen Streifereien einmal in der Nahe (Rhein) beinahe ertrunken – kurz, er verbrachte die beiden Jahre dort „mit Nutzen und in der Verwilderung glücklich“ und ging auch gesundheitlich gekräftigt aus den beiden Schuljahren hervor. Als der ältere Bruder August, der mit ihm und dem dritten Bruder Moritz dort ebenfalls zur Schule ging und die Aufsicht über die jüngeren Geschwister führte, zum Studium wegzog, übersiedelten die Geschwister zu Verwandten nach Mannheim, wo sie das dortige Lyzeum besuchten, ehe die drei „Leibzwerge“ – so nannte sie der ältere Bruder Friedrich – 1824 ein Halbjahr lang Privatunterricht beim Vater in Hornau (Kelkheim) erhielten. Die ausgedehnte Lektüre in der väterlichen Bibliothek legte damals die Grundlage für ein lebenslanges Interesse vor allem an der englischen Literatur und Sprache. Nach dem frühzeitigen Tod des älteren Bruders August (1824) besuchten die beiden Brüder Max und Moritz bis 1826 das nassauische Landesgymnasium in Weilburg. Max studierte von 1826 bis 1829 Rechtswissenschaften und Philosophie an der Universität Heidelberg, der Universität Utrecht und der Universität Göttingen. Er war wie seine Brüder Mitglied der Allgemeinen Deutschen Burschenschaft und wurde 1826 Mitglied der Alten Heidelberger Burschenschaft. 1837 promovierte ihn die Universität Halle zum Dr. phil.
Nach seinem Studium wurde Gagern 1829 Attaché in der niederländischen Gesandtschaft in Paris und wechselte noch im gleichen Jahr an den Hof nach Den Haag, bevor er 1830 in die niederländische Armee eintrat und bis 1833 im Rahmen der belgischen Aufstände im Generalstab von Bernhard von Weimar tätig war. 1833 schied Gagern aus dem niederländischen Staatsdienst aus und beschäftigte sich als Privatmann mit publizistischen und wissenschaftlichen Tätigkeiten, unter anderem als Redakteur der Augsburger Allgemeinen Zeitung. 1837 wurde er in Bonn Privatdozent für Geschichte.
1840 trat Gagern in den nassauischen Staatsdienst ein, zuerst als Legationsrat, ab 1842 dann als Ministerialrat für auswärtige Angelegenheiten und Legationsrat im Staatsministerium. Hierbei war er unter anderem in Sondermissionen in Sankt Petersburg und Wien tätig. 1844 wurde Gagern zum Geheimen Legationsrat ernannt. Im gleichen Jahr wurde er außerordentlicher Gesandter im Ministerrang für Belgien und die Niederlande.
Nach Ausbruch der Märzrevolution im Jahr 1848 wurde Gagern Vertrauensmann für Nassau und das Herzogtum Braunschweig im Siebzehnerausschuss und koordinierte die diesbezüglichen Interessen der südwestdeutschen Fürstentümer als Vorsitzender der Zirkulargesandtschaft der südwestdeutschen Staaten zur Reform des Deutschen Bundes. Er nahm im April am Vorparlament in der Paulskirche teil und zog im Mai 1848 nach Frankfurt am Main, wo er vom 18. Mai 1848 bis zum 20. Mai 1849 den 2. nassauischen Wahlkreis in Montabaur als Abgeordneter in der Frankfurter Nationalversammlung vertrat.
Dort war er wie sein Bruder Heinrich Mitglied der Casino-Fraktion und unterstützte dessen Politik unter anderem als zweiter Vorsitzender des Verfassungsausschusses. Vom 9. August 1848 bis zum 20. Mai 1849 war er zudem als Unterstaatssekretär im Reichsministerium des Äußeren der Provisorischen Zentralgewalt tätig, im August 1848 war er Reichskommissar der Zentralgewalt in Schleswig-Holstein.
Im Juli 1849 trat Gagern in das Herausgebergremium der Deutschen Zeitung ein und wurde 1850 Abgeordneter im Volkshaus des Erfurter Unionsparlaments. Nach dem vorläufigen Ende der deutschen Einigungsbemühungen kehrte er in den nassauischen Staatsdienst zurück und arbeitete in Wiesbaden bis zu seiner Entlassung 1854 als Ministerialrat im Innenministerium. 1855 trat Gagern in den österreichischen Staatsdienst ein. Dort arbeitete er in verschiedenen Funktionen des Außenministeriums, bevor er 1873, zuletzt noch zum Wirklichen Geheimen Rat ernannt, in den Ruhestand trat.
Von 1881 bis zu seinem Tod gehörte er als konservativer Abgeordneter dem Herrenhaus des österreichischen Reichsrats an.
Er war Ehrenmitglied der katholischen Studentenverbindung KÖStV Austria Wien.